# Dwergbuidelmuizen
Dwergbuidelmuizen of buidelslaapmuizen (Burramyidae) zijn een familie van buideldieren uit de superfamilie Phalangeroidea, die ook de koeskoezen omvat. Uiterlijk lijken ze op slaapmuizen. De familie komt voor in Australië en Nieuw-Guinea. Er zijn vijf levende soorten in twee geslachten.

## Kenmerken
Dwergbuidelmuizen hebben een grijze of bruine rug; de buik is lichter. De staart is langer dan het lichaam, is onbehaard, behalve aan de wortel, en dient als grijporgaan. Er zitten vijf tenen aan de voeten; de eerste teen van de achterpoten kan tegenover de andere geplaatst worden. Dwergbuidelmuizen worden 7 tot 13 cm lang en wegen tot 50 gram.

## Levenswijze
Behalve Burramys parvus leven de dwergbuidelmuizen voornamelijk op de grond. Met hun grijpstaart en grijppoten klimmen ze door de takken. Ze zijn 's nachts actief; overdag slapen ze in een nest. Dat nest kan zelf gebouwd zijn, maar vaak wordt ook een vogelnest gebruikt.
Een uniek kenmerk is dat dwergbuidelmuizen als enige Australische buideldieren een winterslaap houden. Het enige andere buideldier waarvan dat bekend is is de monito del monte uit Chili en Argentinië. Voor de winterslaap wordt er vet opgeslagen in de staartwortel.

## Voeding
Dwergbuidelmuizen zijn alleseters. Ze eten zaden, vruchten, bladeren, en ander plantaardig materiaal, maar ook wormen, insecten, larven en nectar.

## Voortplanting
Dwergbuidelmuizen hebben een goed ontwikkelde buidel met vier of zes tepels. De buidel is naar voren geopend. De soorten in de bergen krijgen alleen in de lente jongen, maar de soorten in warmere gebieden kunnen het hele jaar lang jongen krijgen. Na een korte draagtijd worden er een tot acht jongen geboren, die zoals bij veel buideldieren in de buidel van de moeder verder groeien. De jongen verlaten de buidel na drie tot vier weken, na twee tot drie maanden zijn ze zelfstandig en na 12 tot 15 maanden geslachtsrijp. Ze worden vier tot zes jaar oud.

## Indeling
De familie omvat de volgende soorten:
- Geslacht Burramys
  - Burramys brutyi†
  - Bergdwergbuidelmuis (Burramys parvus)
  - Burramys tridactylus†
  - Burramys triradiatus†
  - Burramys wakefieldi†
- Geslacht Buidelslaapmuizen (Cercartetus)
  - Papoeabuidelslaapmuis (Cercartetus caudatus)
  - Buideleikelmuis (Cercartetus concinnus)
  - Kleinste dwergbuidelrat (Cercartetus lepidus)
  - Kleine buideleikelmuis (Cercartetus nana)

Koala's · Wombats · Dwergbuidelmuizen · Koeskoezen · Slurfbuidelmuis · Kleine koeskoezen · Buideleekhoorns · Vliegende buidelmuizen · Muskuskangoeroeratten · Kangoeroeratten · Kangoeroes